# Literaturkarte
Literaturkarten, Literaturlandkarten oder Literaturatlanten sind kartographische Darstellungen literarischer Räume. 
Die thematischen Literaturkarten stehen in der Tradition der synoptischen Lehrkarten zur „geographischen“ Darstellung von Terminologien und utopischen Karten unter anderem des Schlaraffenlandes oder der Republik der Liebe im Schlaraffenland zur Zeit der Aufklärung (siehe auch: Utopie, Utopische Literatur).

## Topographische Literaturkarten
Das klassische Beispiel der fiktiven Literaturkarte sind die Lagepläne der imaginären Schauplätze der Weltliteratur von Alberto Manguel und Gianni Guadalupi, die unter dem Titel The Dictionary of Imaginary Places zuerst 1980 mit Karten und Lageplänen von James Cook erschienen.
Einige Literaturwerke gründen auf derartigen fiktiven Karten, so Umberto Ecos Der Name der Rose, J. R. R. Tolkiens auf der Karte von Mittelerde aufgebauter Roman Der Herr der Ringe, die Insel Felsenburg von Johann Gottfried Schnabel oder Die Gelehrtenrepublik von Arno Schmidt.
Während die fiktive Literaturkarte dem Leser meist nur einen geographischen, topographischen Überblick über die Lage des Schauplatzes gibt, löst der Fund einer Landkarte in Robert Louis Stevensons Die Schatzinsel den gesamten Ereignisverlauf des Romans aus.
Der 1993 erschienene Atlante del romanzo europeo 1800–1990 von Franco Moretti dagegen kartiert die Topographie realer Landschaften und Städte, die Handlungsorte der Literatur sind.
Literarische Führer wie der Literarische Führer durch die Bundesrepublik Deutschland von Fred und Gabi Oberhauser (1974) enthalten Karten zur Darstellung der berücksichtigten Städte und Gemeinden. Das als Literarischer Führer Berlin 1998 selbständig erschienene Berlin-Kapitel enthält eine Geschehenskarte zu Emil und die Detektive von Erich Kästner.

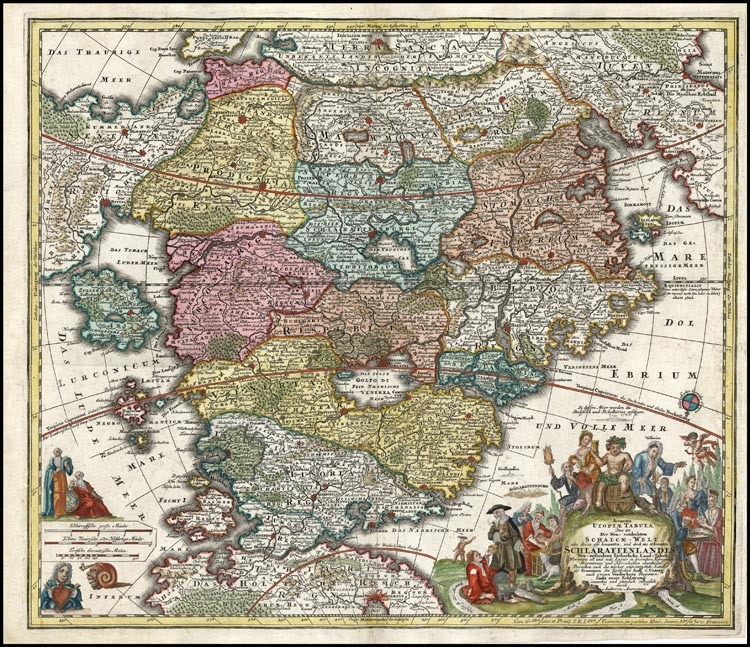
Accurata Utopiae Tabula von Johann Baptist Homann (1694)
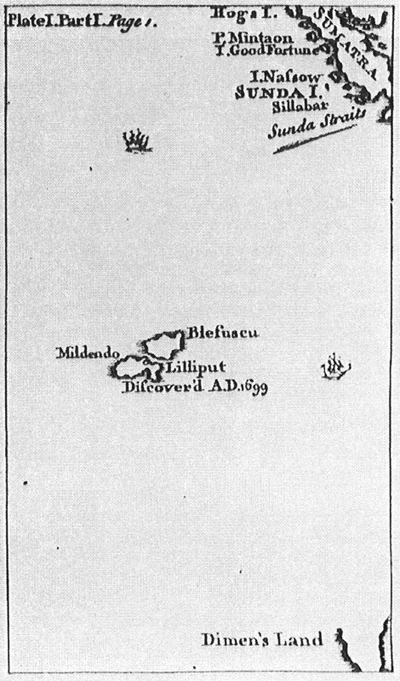
Karte der fiktiven Insel Liliput aus der Erstausgabe von Jonathan Swifts Roman Gullivers Reisen, 1726
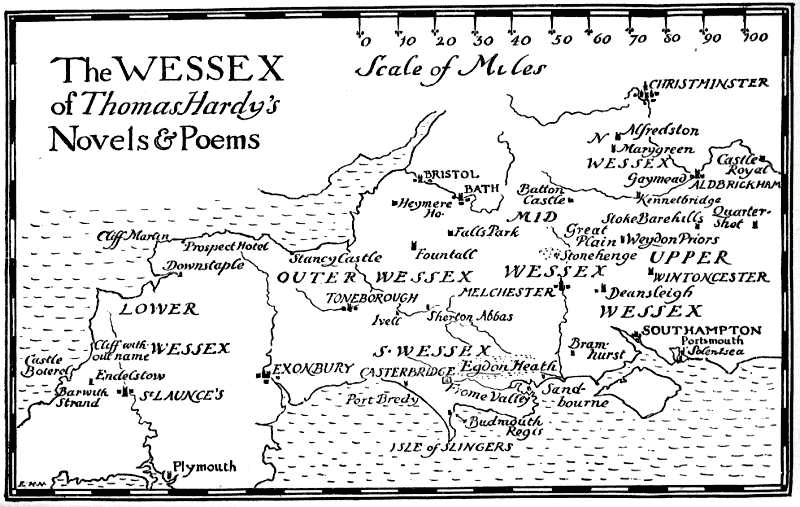
Die Geographie der fiktiven Grafschaft Wessex in den Romanen von Thomas Hardy
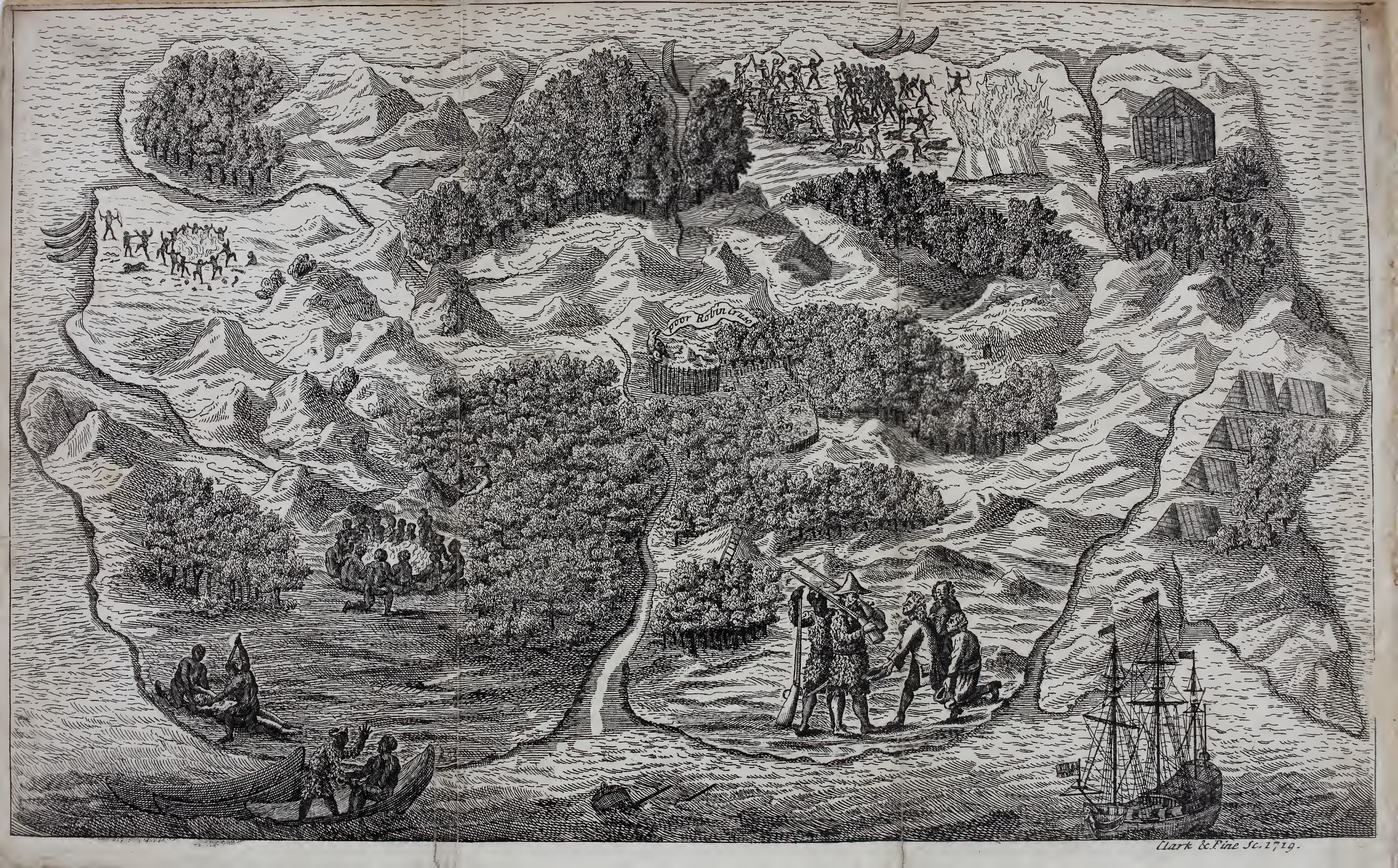
Insel aus Robinson Crusoe von Daniel Defoe
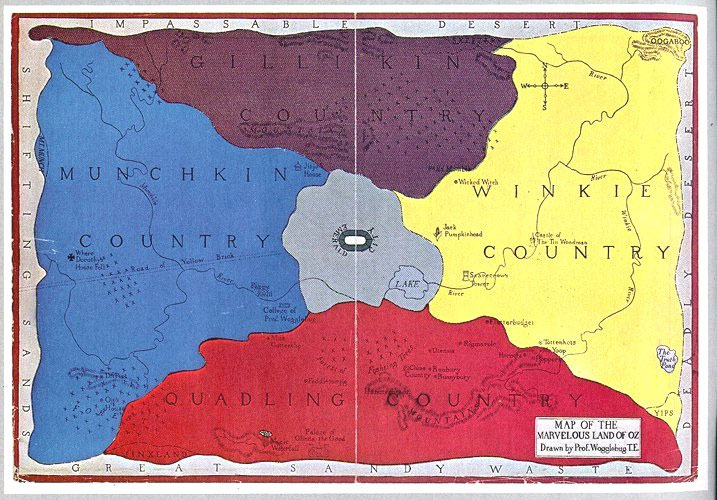
Karte des imaginären Landes Oz
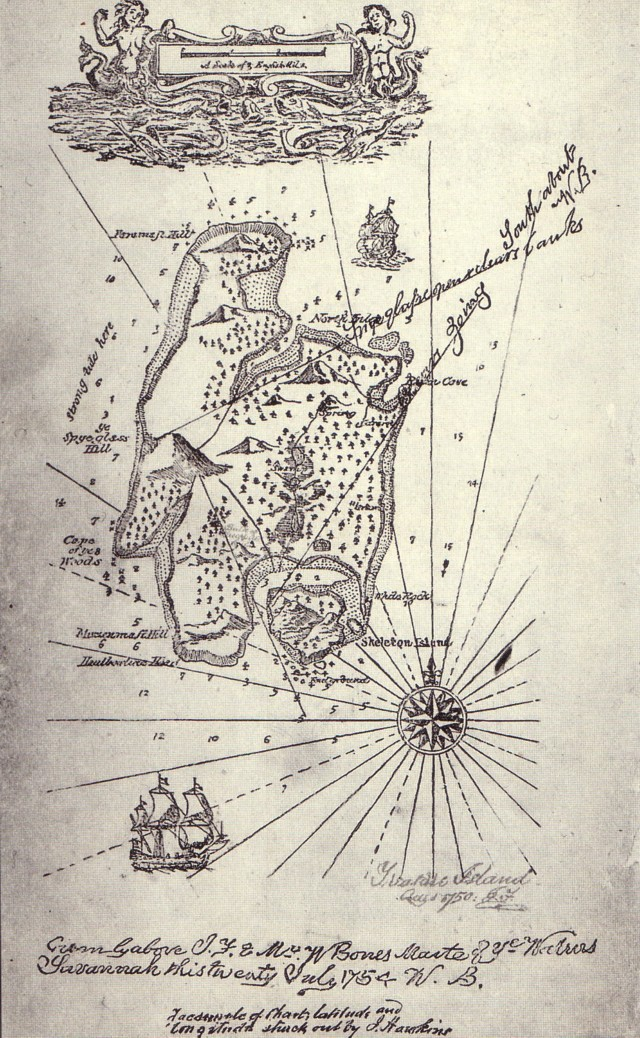
Karte der Schatzinsel von Robert Louis Stevenson
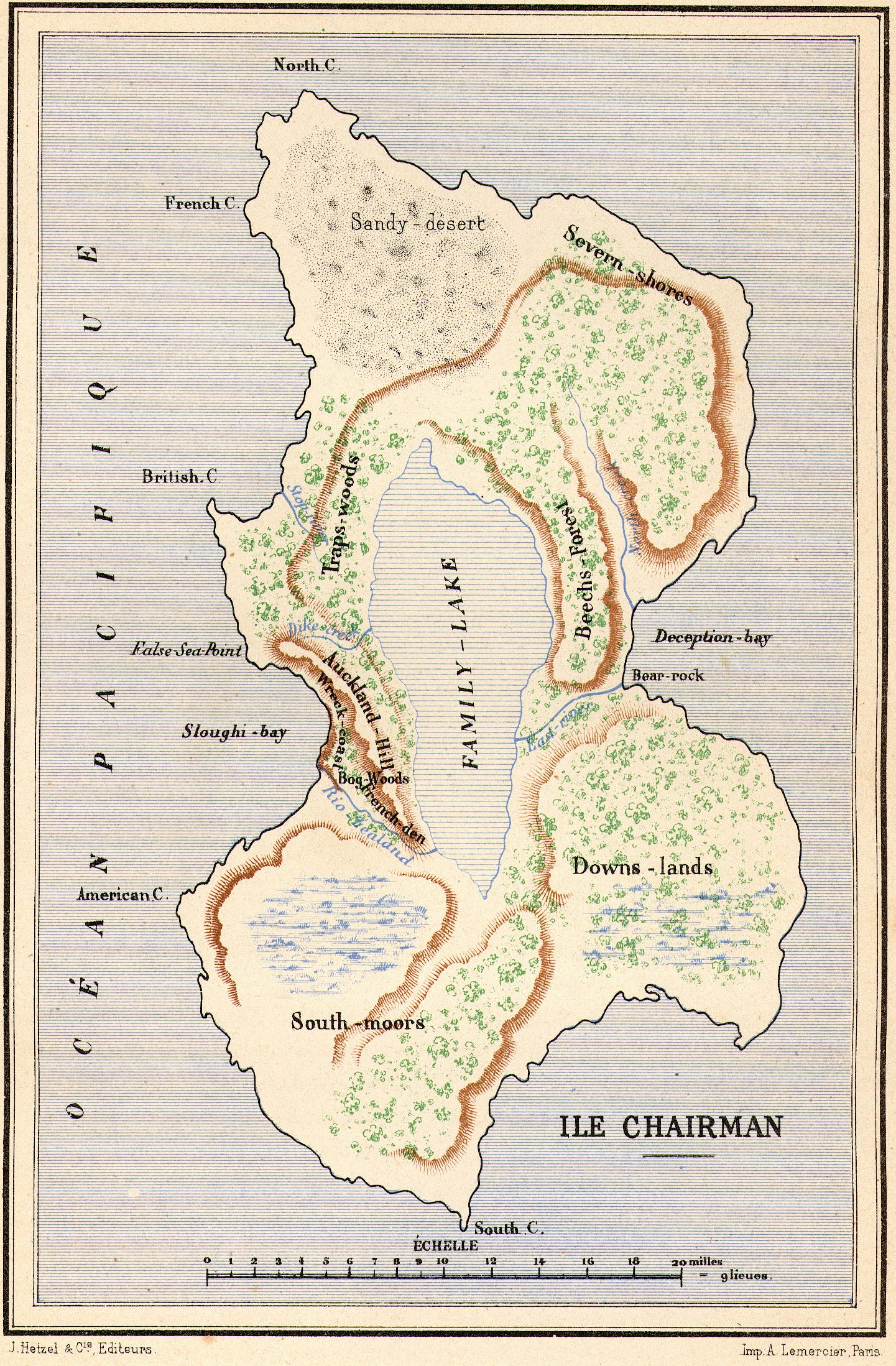
Insel der Schiffbrüchigen in Jules Vernes Zwei Jahre Ferien
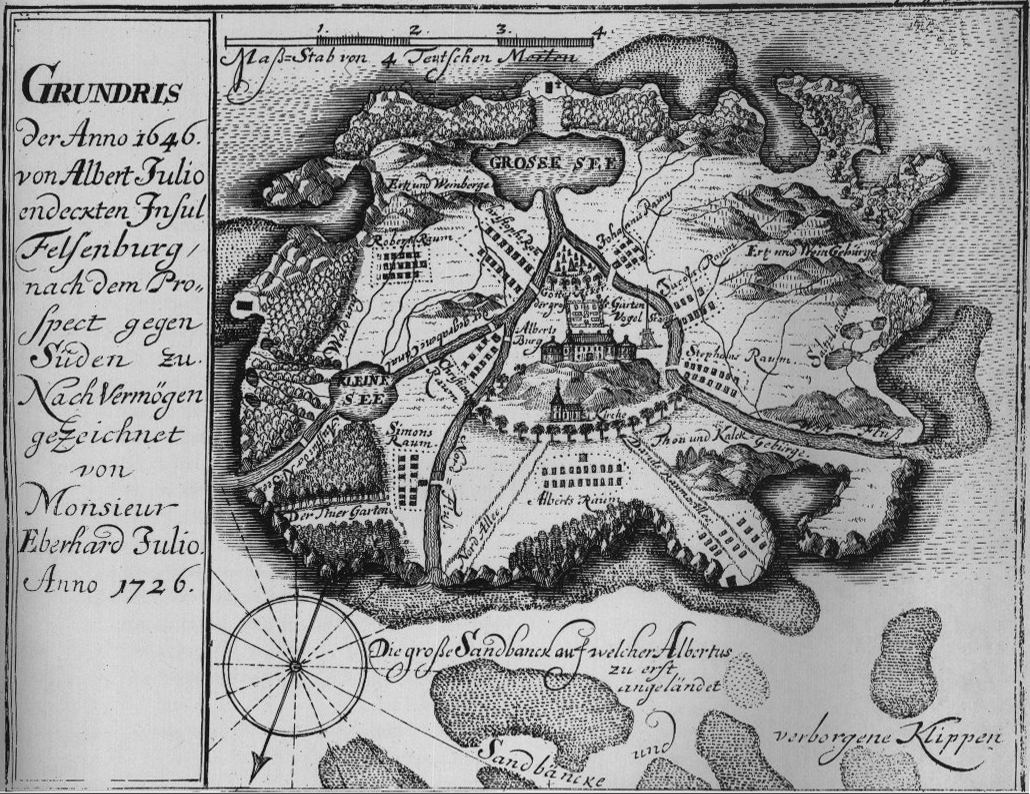
Karte der Insel Felsenburg von Johann Gottfried Schnabel